# لورينزو فينوتي
لورينزو فينوتي (بالإيطالية: Lorenzo Venuti)‏ (12 أبريل 1995 في إيطاليا - ) هو لاعب كرة قدم إيطالي في مركز الدفاع. شارك مع منتخب إيطاليا تحت 18 سنة لكرة القدم ومنتخب إيطاليا تحت 19 سنة لكرة القدم ومنتخب إيطاليا تحت 20 سنة لكرة القدم ومنتخب إيطاليا تحت 21 سنة لكرة القدم. أما مع النوادي، فقد لعب مع فيورنتينا ونادي بريشيا ونادي بيسكارا.

## وصلات خارجية
- لورينزو فينوتي على موقع الاتحاد الأوربي (الإنجليزية)
- لورينزو فينوتي على موقع قاعدة بيانات كرة القدم.إي يو (الإنجليزية)
- لورينزو فينوتي على موقع Soccerway.com (الإنجليزية)
- لورينزو فينوتي على موقع AS.com (الإسبانية)